# Michaela Fišarová
Michaela Fišarová (* 14. května 1971 Praha) je česká spisovatelka.
Je držitelkou prestižního ocenění Zlatá stuha z roku 2013.

## Život
Michaela Fišarová se narodila v Praze, vystudovala zde Střední pedagogickou školu a Pedagogickou fakultu na Karlově univerzitě, obor český jazyk a literatura, pedagogika.
Po ukončení vysoké školy studovala dva roky anglický jazyk na Stoke on Trent College ve Velké Británii.
Po návratu pracovala pro britskou poradenskou agenturu jako školitelka.
Provdala se a v manželství má dva syny. Po mateřské dovolené začala vyučovat na základní škole český a anglický jazyk a psát knihy pro děti.
Píše pro děti od předškoláků až po mládež. Mnohé z knih jsou ze školního prostředí, odkud autorka čerpá inspiraci, a jejich náplní jsou rozličná sociální témata současnosti.
Pořádá tvořivé literární soutěže pro děti, semináře tvůrčího psaní pro pedagogické pracovníky a knihovníky a besedy na podporu čtenářské gramotnosti.
Účinkuje v pražském Divadle Františka Troníčka.

## Ocenění
- Zlatá stuha
  - 2013 (Nikolina cesta)
- Výroční cena Albatrosu za nejlepší literární text pro menší děti
  - 2015 (Náš dvůr má tajemství)

## Dílo

### Knihy
- Nikolina cesta, Albatros, 2012 – příběh o síle sourozenecké lásky a jednom velkém trápení.
- Náš dvůr má tajemství, Albatros, 2015 – dobrodružství party dětí, která ukrývá malého pejska.
- A–Ž půjdeš do školy pro holky, co se neztratí, Albatros, 2016 – netradiční průvodce předškoláka školním prostředím.
- A–Ž půjdeš do školy pro kluky, co se neztratí, Albatros, 2016 – netradiční průvodce předškoláka školním prostředím.
- Kamínek, Albatros, 2017 – příběh o putování malého kamínku světem.
- Třídnice 4.B – Kája a Claudie: Hra na štěstí, Albatros, 2018 – první díl nezávislé série Třídnice 4.B ze školního prostředí. Příběh sourozenců ve střídavé péči.
- Třídnice 4.B – Jana: Povodeň, Albatros, 2018 – další díl nezávislé knižní série 4.B o dívce Janě, která svede boj o vlastní život.
- Třídnice 4.B – Pavel: Kapela, Albatros, 2019 – další díl nezávislé knižní série 4.B o chlapci Pavlovi, který překoná sám sebe.
- Třídnice 4.B – Natálie: Nový bráška, Albatros, 2019 – další díl nezávislé knižní série 4.B o dívce Natálii, která získá nového brášku z dětského domova.
- V bříšku, Albatros, 2019 – knížka pro budoucí starší sourozence, ale i zvídavé jedináčky. Malý človíček ukrytý u maminky v bříšku provází čtenáře dobou od jeho početí až po narození.
- Kanálníčci, strašidla z podzemí, Mladá fronta, 2020 – knížka, která rozesměje, pobaví i poučí.
- Povídka O velikonočním zajíčkovi, Hurá! Jsou tu Velikonoce, Hana Skálová, Mladá fronta, 2020 – vše, co by děti měly vědět o Velikonocích.
- První školní výlet, Triton, 2021 – Kniha vyšla v projektu Už jsem čtenář – Knížka pro prvňáčka – ve spolupráci s Národní knihovnou a SKIP.
- Ela v zemi Trollů, Albatros, 2021 – dětský cestopis o Islandu, zemi ohně a ledu.
- Kamínek malovaný, Albatros, 2023 – populární hra s malovanými putovními kamínky ožívá v poutavém vyprávění.
- Městečko, Mladá fronta, 2023 – napínavé dobrodružství pro všechny malé detektivy.
- První školní výlet, Mladá fronta, 2024 – veselé příhody prvňáčků, kteří si poradí se vším.
- Příhody Mašinky Krabičky, Albatros, 2024 – milé příběhy ze železnice, které nadchnou všechny fanoušky vláčků.
- Kanálníčci zachraňují svět, Mladá fronta, 2025

### Audioknihy
- Kája a Claudie: Hra na štěstí, Albatros, 2019 – čtou: Linda Rybová a Lukáš Příkazký

### Časopisy
- Sněhová vločka, časopis Tečka, Mladá fronta, 2019